# Матрицата: Възкресения
„Матрицата: Възкресения“ (на английски: The Matrix Resurrections) е американски научнофантастичен екшън филм от 2021 година, четвърти от поредицата „Матрицата“.
За разлика от трите предишни филма, всеки от които е режисиран и написан от Лана и Лили Уашовски и продуциран от Джоел Силвър, четвъртият филм е създаден без участието на Лили Уашовски и Силвър. Режисьор е Лана Уашовски, която е съавтор на сценария с Дейвид Мичъл и Александър Хемон, и е копродуцент на филма с Грант Хил и Джеймс Мактиг. Киану Рийвс, Кери-Ан Мос, Джейда Пинкет Смит, Ламбърт Уилсън и Даниел Бернхард се връщат към ролите си от предишни филми в поредицата. Филмът е копродукция на Village Roadshow Pictures и Venus Castina Productions и излиза на екран на 22 декември 2021 г.

## Сюжет
Както и в предишните филми във франчайза, сюжетът на „Матрица 4“ ще бъде конфронтацията на главните герои в компютърната система „Матрица“, която установява контрол над Земята.
Сюжетът ще бъде изграден около опита на възкръсналите и остарели Нео и Тринити да си спомнят и преоткриват един друг в нова матрица, презаредена от машини.

## Актьорски състав
- Киану Рийвс – Томас Андерсън / Нео[1]
- Кери-Ан Мос – Тринити[1]
- Яхя Абдул-Матин II – Морфей.[2] В предишни филми героят се играе от Лорънс Фишбърн.
- Джейда Пинкет Смит – Ниоба
- Ламбърт Уилсън – Меровинген[3]
- Даниел Бернхард – агент Джонсън[4]
- Нийл Патрик Харис – The Analyst

## Производство
Филмът е обявен през август 2019 г. Сценарият е написан от Лана Уашовски, Александър Хемон и Дейвид Мичъл. Лана Вачовски става и режисьор. Киану Рийвс и Кари-Ан Мос получават, както и в предишните филми във франчайза, съответно ролите на Нео и Тринити.
Заснемането започна на 4 февруари 2020 г. в Сан Франциско, с кодово име Project Ice Cream (проект сладолед ). Заснемането е планирано и в Bdbelsberg studio в Германия и Чикаго.
На 9 септември 2021 г. се състои световната премиера на първия трейлър на филма, в който създателите разкриват някои подробности за сюжета, а също така показват и нови герои. В трейлъра действителните дати на пускане са потвърдени – 22 декември в САЩ .

## Отлагане
Първоначално филмът трябва да бъде пуснат на 21 май 2021 г., но поради пандемията COVID-19 премиерата е отложена за 1 април 2022 г. През октомври 2020 г. е обявена нова дата на пускане – 16 декември 2021 г.